# Valuch Tibor
Valuch Tibor (Tata, 1963. június 19. –) magyar történész, egyetemi tanár. Kutatási területei a politikai magatartás és politikai viselkedéskultúra a jelenkori Magyarországon, a helyi politika és a helyi társadalom változásai a rendszerváltástól napjainkig, jelenkori magyar társadalom-és művelődéstörténet. Számos könyv és kiadvány szerzője, melyek főleg a 20. századi Magyarország társadalom és művelődéstörténetével, valamint a magyar nagyüzemi munkásság társadalomtörténetével foglalkoznak.

## Életpályája
1981-ben a nyíregyházi Zrínyi Ilona Gimnáziumban érettségizett, majd 1987-ben a KLTE Bölcsészettudományi Karán szerzett történelem-földrajz szakos középiskolai tanári diplomát. Egyetemi évei alatt két alkalommal, 1985-ben és 1987-ben vett részt OTDK-n. 1985-ben harmadik, 1987-ben pedig kiemelt első díjjal ismerték el munkáját. 1984 és 1987 között résztvevője volt a Homokmégyen folyó társadalomtörténeti, szociológiai kutatásoknak.
Az egyetem elvégzése után levéltárosként dolgozott Nyíregyházán, majd 1988–1991 között kollégiumi nevelőtanárként és Soros-ösztöndíjas szabadfoglalkozásúként élt és dolgozott Debrecenben. Az 1988–1990 közötti időszakban összeállította a Századunk és az 1947-től újrakiadott Huszadik Század repertóriumát, 1990/91-ben pedig Szabolcs–Szatmár és Hajdú-Bihar megyei 1956-os iratok feltárásával és adattárak összeállításával foglalkozott. 1991-től az MTA–OSZK 1956-os Dokumentációs és Kutatóhelyén dolgozik főállásban, előbb tudományos munkatársként, majd 1996-tól tudományos főmunkatársként. 2011-től az MTA PTI tudományos tanácsadója, 2011 óta egyetemi tanár, előbb Debrecenben, majd az Eszterházy Károly Egyetemen.
1988 és 1991 között a Soros Alapítvány ösztöndíjasa volt, 1992–93-ban a Pro Renovanda Cultura Hungariae Alapítvány részesítette ösztöndíjas és kutatási támogatásában. 1994-ben pedig témavezetőként munkatársaival együtt négyéves OTKA-támogatást nyertek el a legújabbkori magyar agrártörténet tárgykörében folytatandó kutatásokhoz. A kilencvenes években számos kollektív pályázati munkának volt résztvevője. 1999-ben – három évre – elnyerte az MTA Bolyai János kutatási ösztöndíját.
Az 1995/96-os tanévtől kezdődően folytat rendszeres egyetemi oktatói tevékenységet. Az 1996/1997-es tanévtől 1998/1999-es tanévig a KLTE Új– és Legújabbkori Magyar Történelmi Tanszékén vezetett szemináriumot óraadóként az 1945 utáni társadalomtörténet témakörében. Az 1995/96-os tanévben meghívást kapott az ELTE Szociológiai és Szociálpolitikai Intézetének Történeti Szociológia Tanszékére, ahol előbb óraadóként, majd 1997-től részfoglalkozású egyetemi adjunktusi, 1999. decemberétől részfoglalkozású egyetemi docens beosztásban oktat elsősorban a második világháború utáni magyar társadalomtörténet tárgykörében. Az 1999/2000-es tanévben pedig az ELTE BTK Művelődéstörténeti Tanszékén is szemináriumot vezetett.
Az 1994/95-ös tanévben a KLTE Történelmi Intézetben akkreditált társadalomtörténeti PhD program hallgatója volt. 1995 novemberében summa cum laude minősítéssel megvédte „Adatok Hajdú–Bihar megye 1956-os forradalmi szervezeteinek történetéhez” című PhD-értekezését. 2009-ben megszerezte az MTA doktora címet. 2017-ben elnyerte a Polányi Károly-díjat A jelenkori magyar társadalom című könyvével
2020-ban a Magyar Tudomány Ünnepén az MTA által alapított Rézler Gyula-díjat kapta meg.
Német és angol nyelven beszél. Nős, felesége középiskolai tanár, két gyermekük van.

## Publikációi
1985 óta jelennek meg írásai különböző folyóiratokban és tanulmánykötetekben, az elmúlt 30 év során 14 önálló munkát, 162 cikket, kritikát, tanulmányt jegyzett és 19 kötetet szerkesztett. 1986–87-ben alapító szerkesztője volt a KLTE által kiadott HATÁR c. irodalmi és társadalomtudományi folyóiratnak. 1986 óta tagja a Hajnal István Körnek, 2010-16 között elnöke is volt.
1988-ban jelent meg „Rekviem a parasztságért” című történeti–szociográfiai könyve, amit az IRAT Kuratóriuma 1989-ben nívódíjjal jutalmazott. 1988 és 1995 között szerkesztője volt Csécsy Imre, Kovács Imre, Donáth Ferenc és Vámbéry Rusztem tanulmányait, esszéit, illetve válogatott publicisztikáit tartalmazó könyveknek, valamint a „Hatalom és társadalom a XX. századi magyar történelemben” című tanulmánykötetnek valamint több konferencia-kötetnek. 1996 őszén megjelent, „Ötvenhatosok” című könyvében PhD-értekezései eredményeit adta közre. Társszerzője volt a Kósa László által szerkesztett „Magyar Művelődéstörténet” című összefoglaló munkának, aminek angol nyelvű kiadása is megjelent 1999–2000-ben.

### Önálló munkái
- A hagyományos világ alkonya

Budapest. 1988. Országos Közművelődési Központ Szociográfiai munkafüzetek. 68 old.
- Rekviem a parasztságért

Debrecen, 1988. KLTE Határ-füzetek. 160 old.
- „Ötvenhatosok”

Debrecen, 1996. Cívis Kiadó. 195 old.
- Magyarország társadalomtörténete a XX. század második felében

Budapest, 2001, Osiris Kiadó, 392 old.
- Magyarország 1944–1956. Európa közepén – Magyarország a jelenkorban. Az 1956-os Intézet multimédia CD–ROM sorozata 2.

I. A magyar gazdaság átalakulása 1944–1956
II. A magyar társadalom 1945–1956 között
III. A hétköznapi élet Magyarországon 1944–1956
IV. Kultúra és művelődés 1944–1956 című fejezetei. Budapest, 2001, 1956-os Intézet
- A lódentől a miniszoknyáig. A XX. század második felének magyarországi öltözködéstörténete.

Budapest, 2004, 1956-os Intézet–Corvina. 166 old.
- Magyar társadalomtörténeti olvasókönyv 1944-től napjainkig

Budapest, 2004, Argumentum. 1095 old.
- A hétköznapi élet Kádár János korában

Budapest, 2006. Corvina
- Metszetek. Válogatott tanulmányok; 1956-os Intézet–Argumentum, Bp., 2006
- Magánélet Kádár János korában; Corvina, Bp., 2011(Mindennapi történelem)
- Magyar hétköznapok. Fejezetek a mindennapi élet történetéből a második világháborútól az ezredfordulóig; Napvilág, Bp., 2013
- A jelenkori magyar társadalom; Osiris, Bp., 2015 (A mai Magyarország)

Szerkesztőként:
- Csécsy Imre: Radikalizmus és demokrácia (Válogatott írások)

Aetas–könyvek, Szeged. 1988.
- Kovács Imre: Népiség, radikalizmus, demokrácia (válogatott publicisztikai írások)

Bp. 1992. Századvég–Gondolat–Nyilvánosság Klub
- Donáth Ferenc: A Márciusi Fronttól Monorig (Tanulmányok, vázlatok, emlékezések)

Bp. 1992. Századvég–MTA Közgazdaságtudományi Intézet
- 1956 dokumentumai Hajdú–Biharban (Az 1956-os forradalom Hajdú–Bihar megyei történetének válogatott dokumentumai)

Debrecen, 1993. Az 1956-os Intézet HBm.-i kutatócsoportja (Gazdag Istvánnal és Filep Tiborral)
- Vámbéry Rusztem: A mennyei Pilvax (Válogatott publicisztikai írások)

Bp. 1994. Századvég–Nyilvánosság Klub
- Hatalom és társadalom a XX. századi magyar történelemben

Bp. 1995. Osiris–1956-os Intézet
- Az ötvenes évek, 1956 és a korai Kádár-korszak Észak és Kelet–Magyarországon

Db. 1998. KLTE Jelenkortörténeti Műhely I. 160 oldal (Tímár Lajossal)
- Politika–gazdaság és társadalom a XX. századi magyar történelemben I.

Db. 1999. KLTE Jelenkortörténeti Műhely II. 334 oldal (Tímár Lajossal és Püski Leventével)
- Mérlegen a XX. századi magyar történelem – értelmezések és értékelések

Debrecen, 2002, 1956-os Intézet – Debreceni Egyetem Történelmi Intézete Új- és Legújabbkori Magyar Történelmi Tanszék. Jelenkortörténeti Műhely III. 538 oldal (Püski Leventével)
- Öltöztessük fel az országot! Divat és öltözködés a szocializmusban, Budapest, 2009. Argumentum-Budapest , Történeti Múzeum-1956-os Intézet, 2009, 293 old. (Simonovics Ildikóval)
- Fejezetek Szombathely legújabbkori történetéből, Szombathely, 2010. Acta Savariensis, 21. Szombathely Megyei Jogú Város Önkormányzata, 547 old.
- Megtalálható-e a múlt? Tanulmányok Gyáni Gábor 60. születésnapjára; Argumentum, Bp., 2010, 585. o. (Bódy Zsomborral és Horváth Sándorral)

Társszerzőként:
- A magyar művelődés 1948 után

In. Kósa László (szerk.): Magyar Művelődéstörténet
Bp. Orisis, 1998. 460–548. old.
- A Cultural and Social History of Hungary 1948–1990

In. A Cultural History of Hungary I–II. Edited by László Kósa
Corvina–Osiris, Budapest, 1999–2000.
- Gábor Gyáni–György Kövér–Tibor Valuch: Social History of Hungary from the Reform Era to the End of the Twentieth Century

Budapest–New York, 2004, Atlanti Kiadó Társulat. 771 o.
- Marelyin Kiss József–Valuch Tibor: Rekviem a parasztságért. Hat falu, egy sors; Kalocsai Múzeumbarátok Köre–Viski Károly Múzeum–Jelenkutató Alapítvány, Kalocsa–Bp., 2011 (Kalocsai múzeumi értekezések)

### Esszék, tanulmányok
- Az első gazdasági mechanizmus viták (1953–1957) fontosabb koncepciói a politikai viszonyok tükrében

Stúdium XVII. A KLTE Diákköreinek kiadványa, Debrecen, 1986. 85–115. old.
- Tudnunk kellett volna (Töprengések a mai próza közelmúlt képeiről)

Napjaink, 1986/8. sz. 30–33. old.
- „Demokratának lenni...” (Jegyzetek Bibó István szellemi portréjához)

Határ, 1987/1. sz. 44–53. old.
- „Nem hagyjuk a tsz szervezést a véletlenre...” (Kollektivizálás Homokmégyen 1958–1961)

Aetas, 1987/3. sz. 23–49. ld.
- „A forradalom alatt nem halt meg és nem sebesült meg senki” (Válság és stabilizáció Homokmégyen 1956–57-ben)

Századvég, 1987/4–5. sz. 27–37. old.
- Radikalizmus és demokrácia vonzásában (Csécsy Imre 1893–1961)

In: Csécsy Imre: Radikalizmus és demokrácia
Aetas-könyvek, Szeged. 1988. 8–18. old.
- Sors és történelem (Kovács Imre pályája 1945 után)

Életünk, 1989/1–2. sz. 115–121. old.
- Időszerű-e a liberális szocializmus? ( Jászi Oszkár könyvéről)

Jelenkor, 1990/3. sz. 283–286. old.
- Szalonpótló ( A Napló 1977–1982)

Alföld, 1991/8. sz. 94–96. old.
- Egy civil megfigyelő (Konrád György esszéiről)

Alföld, 1991/10. sz. 89–93. old.
- „Magyarság, emberség, szabadság” (Jegyzetek Szabó Zoltánról)

In: Más vagy – Az Alföld-stúdió antológiája
Debrecen, 1991. 230–250. old.
- Az irodalom köztársasága (Szabó Zoltán irodalomszemléletéről)

Holnap, 1991/11. sz. 29–31. old.
- Irodalom és politika határán (Jegyzetek Kovács Imréről)

In: Kovács Imre: Népiség, radikalizmus, demokrácia
Bp. Századvég–Gondolat–Nyilvánosság Klub, 1992. 363–373. old.
- Adalékok az 1956-os forradalom Hajdú–Bihar megyei utóvéd harcainak történetéhez

In: A vidék forradalma Szerk.: Simon Zoltán Debrecen, 1992. 79–90. old.
és Kommentár, 1992/2. sz. 54–59. old. /másodközlés/
- Türelem és megértés (Szabó Zoltán: Hazugság nélkül I–III.)

Alföld, 1992/8. sz. 67–71. old.
- Az elfelejtett tisztelgés (A Bibó-emlékkönyvről)

Életünk, 1992/8–9. sz. 966–970. old.
- A lehetséges út (A debreceni munkástanácsok 1956-ban)

In. Évkönyv I. 97–112. old. Bp. 1992. Századvég–1956-os Intézet
- Adalékok Hajdú–Bihar megye 1956-os forradalmi bizottmányainak történetéhez

In. Évkönyv II. 157–175. old. Bp. 1993. Századvég–1956–os Intézet
- „Tudtam, hogy az emberek bizalmával visszaélni nem lehet”

In. „Szuronyok hegyén nem lehet dolgozni”
Bp. 1993. Századvég–1956-os Intézet. 293–307. old.
- „Mi demokratikusan kaptuk meg ezt a tisztet”

In. „Szuronyok hegyén nem lehet dolgozni”
Bp. 1993. Századvég–1956-os Intézet. 308–320. old.
- Illúziók nélkül (Fejtő Ferenc: Szép szóval)

Alföld, 1993/11. sz. 74–77. old.
- A korszerűtlenség dicsérete I–II. rész (A magyarországi polgári radikalizmus a két világháború között)

Kommentár, 1993/1. 13–17. old.
Kommentár, 1994/1. 14–19. old.
- „Eretnekségek” magyarázója (Jegyzetek Vámbéry Rusztemről)

In. Vámbéry Rusztem: A mennyei Pilvax
Bp. 1994. Századvég–Nyilvánosság Klub. 397–405. old.
Másodközlés: Hiány, 1994/1. sz. 37–39. old.
- Szabadság és kultúra – Válasz a Nappali Ház körkérdésére

Nappali Ház, 1994/1. sz. 106–109. old.
- Az irodalom polgára – Vázlat Schöpflin Aladárról

Életünk, 1995/2. sz. 164–170. old.
- Egy konfliktus és következményei (56-osok életútelemzésének kérdései)

Hitel, 1995/3. sz. 41–49. old. és Hatalom és társadalom a XX. századi magyar történelemben Bp. 1995. Osiris–1956-os Intézet 492–500. old.
- Die Fragen der geselschaftlichen Teilnahme im Jahre 1956

In. Die ungarische revolution 1956. 41–50. old.
Wien, 1995. Collegium Hungaricum
- Egy elkötelezett reformer – Donáth Ferenc

Rubicon, 1995/8. sz. 18–22. old.
- „Szabad sajtó, szabad nép, hozzák vissza Nagy Imrét!” (Politikai küzdelmek Hajdú–Biharban 1956 november 4-e után

Hitel, 1995/10. sz. 9–27. old.
- A megtorlás természetrajza: Hajdú–Bihar 1956–57 fordulóján

In. Évkönyv IV. Bp. 1995. 1956-os Intézet. 95–105. old.
- Ötvenhatosok 56 után

Rubicon, 1996./8–9. sz. 11–14. old.
- Társadalmi változások Hajdú–Biharban 1948–1953

In. Az ötvenes évek, 1956 és a korai Kádár-korszak Észak– és Kelet–Magyarországon Db. 1998. KLTE 61–67. old.
- Towards to the Middle Class – with detours?

In: Hungarian Studies, Volume 13,1998/99. Number 1 p. 139–149.
- A népi mozgalomról – értelmezési kísérletek megértő módban

Életünk, 1999/3. sz. 290–304 old.
- Agrárpolitika és agrártársadalom Debrecenben 1945–1960

In. Politika, gazdaság és társadalom a XX. századi magyar történelemben I.
Jelenkortörténeti Műhely II. Debrecen, 1999. KLTE. 135–143. old.
- Magánkisiparosok Magyarországon a második világháború utáni évtizedekben

In: Angi János–Barta János (szerk.): Tanulmányok L. Nagy Zsuzsa 70. születésnapjára
Debrecen, 2000, DUP 517–534. o.
- Agrárkérdések és a magyar falu 1956–57-ben

Évkönyv VIII. –2000, Budapest, 1956-os Intézet, 286–302. o.
- Volt-e szocialista társadalom Magyarországon?

Beszélő, 2001/4. sz. 72–78. o.
- A magyar társadalom szerkezeti változásai, 1945–1990

Rubicon, 2001/3. sz. 19–24. o.
- Változás és folytonosság a magyar társadalomban a XX. század második felében

Szabolcs–Szatmár–Beregi Levéltári Évkönyv XV. Nyíregyháza, 2001. SZSZBML. 187–196. o.
- A proletárdiktatúra a munkásosztály „önuralma”

Belényi Gyula–Sz. Varga Lajos: Munkások Magyarországon 1948–1956.
In. Évkönyv IX. Budapest, 2001. 227–231. o.
- A „gulyáskommunizmus” valósága

Rubicon, 2001/10–2002/1. sz. 69–76. o.
- A „gulyáskommunizmus” mítosza és valósága. (A kádári konszolidáció hétköznapjai)

Romsics Ignác (szerk.): Mítoszok, legendák, tévhitek a 20. századi magyar történelemből, Osiris Kiadó, 2002, 361–390 p.
- „Kész ruhát vesz már a nép, olcsó, tartós, mindig szép!” A divat és a városi öltözködés változásai Magyarországon az 1940-es évektől az 1960-as évek végéig. In: Ablonczy Balázs-Bertényi Iván–Hatos Pál–Kiss Réka (szerk.): Hagyomány, közösség, művelődés. Tanulmányok a hatvanéves Kósa László tiszteletére. Budapest, 2002. B.I.P. 430–440. o.
- Az értelmiségi társadalom és az értelmiségi magatartásformák néhány jellegzetessége Magyarországon a közelmúltban

In. Dalos Rimma–Kiss Endre(szerk.): Értelmiség – társadalom – politika: 1968-2000, Budapest, 2002, Friedrich Ebert Stiftung, 33–39. o.
- Divatosan és jól öltözötten – A városi öltözködés és a divat néhány jellegzetessége Magyarországon az 1970-es és 1980-as években

Korall, 10. sz. 2002. december, 72–95. o. Online elérés
- A lódentől a miniszoknyáig – Az öltözködés és a divat Magyarországon az 1950-es és az 1960-as években

In. Rainer M. János–Standeisky Éva (szerk.): Magyarország a jelenkorban – Évkönyv 2002. Budapest, 2002, 1956-os Intézet o.
- Változó idők – változó szokások. A tevékenységszerkezet, a jövedelem és a fogyasztás átalakulása a magyar falvakban a kollektivizálás időszakában. In. Ormos Mária (szerk.) Magyar évszázadok. Tanulmányok Kosáry Domokos 90. születésnapjára. Budapest, 2003. Osiris, 311–322. o.
- Értelmiség, politika, kultúra a Kádár-korszakban. In: Társadalom és kultúra Magyarországon a 19–20. században. Tanulmányok. Szerk.: Vonyó József. Pannónia Könyvek – Magyar Történelmi Társulat, H. és é.n. (Pécs, 2003)
- A történeti parasztság változásai az 1960-as években. Századvég, 2003/1. sz. 3-31. o.
- „Községünkben nagy előrehaladást értünk el a szocializmus építése terén” – A történeti parasztság és az életmód változásai Magyarországon a hatvanas években. In. Rainer M. János(szerk.): Múlt századi hétköznapok – tanulmányok a Kádár-rendszer kialakulásának időszakáról, Budapest, 2003, 1956-os Intézet. 129–176. o.
- A bőséges ínségtől az ínséges bőségig – a fogyasztás változásai Magyarországon az 1956 utáni évtizedekben. In. Rainer M. János (szerk.): Magyarország a jelenkorban – Évkönyv 2003. Budapest, 2003, 1956-os Intézet. 51–78. o.
- A vidék forradalma 1956 – Hajdú-Bihar Megye. In. Szakolczai Attila–A. Varga László (szerk.): A vidék forradalma 1956. I. kötet. Budapest, 2003. 1956-os Intézet- Budapest Főváros Levéltára, 233–266. o.
- Adalékok a proletarizáció történetéhez (Majtényi György–Szatucsek Zoltán (szerk.) A szabó tűje és a cipész dikicse – Dokumentumok a kisipar és a kiskereskedelem államosításának történetéből. Korall, 2003. december 14. sz. 214–218. o.
- A hosszú háztól a kockaházig. A lakásviszonyok változásai a magyar falvakban a hatvanas években In. Rainer M. János (szerk.) „Hatvanas évek” Magyarországon.

Budapest, 2004. 1956-os Intézet 386–408. old.
- „A közellátás helyzete az utóbbi időben romlott.” Az élelmiszer-ellátás és a táplálkozás néhány jellegzetessége Magyarországon az 1950-es években. In. Rainer M. János-Standeisky Éva (szerk.): Magyarország a jelenkorban – Évkönyv 2004.

Budapest, 2004. 1956-os Intézet. 232-244. old.
- From long house to square. Changing village living conditions in Sixties Hungary. In. György Péter and János M. Rainer ed. : Muddling Trough in the long 1960s. Ideas and everyday life in high politics and the lower classes of communist Hungary. Trondheim, 2005. The Institute for the History of the 1956 Hungarian Revolution and Program on East European Culture and Societies.
- Cukros–zsíros kenyér és borjúbécsi – az élelmiszerfogyasztási és táplálkozási szokások változásai. Műhely, 2005/1. sz. 57–63. o.
- Sorsok és pályák – az ’56-osok életútvizsgálatának néhány tanulsága.

In. Pál Lajos-Romsics Ignác (szerk.) 1956 okai, jelentősége és következményei
Budapest, 2006. Magyar Történelmi Társulat. 251-266. o.
- Kis magyar retro

Debreceni Disputa, 2007/4. sz. 4-8. o.
- A nemzeti azonosságtudat néhány sajátossága Magyarországon 1945 után.

In. Stefan Sutaj-Szarka László (szerk.) Regionális és nemzeti identitás formák a 18-20. századi magyar és szlovák történelemben. Eperjes, Universum kiadó, 2007. 134-142. o.
- Egy debreceni munkás a forradalomban

Múltunk, 2007./4. sz.
- Rántott leves, cukros-zsíros kenyér és borjúbécsi

In. Hudi József (szerk.): A fogyasztás társadalomtörténete.Rendi társadalom-polgári
társadalom 19. Pápa-Budapest, Hajnal István Kör – Pápai Református gyűjtemények, 2007. 293-308. o.
- A hétköznapi élet Magyarországon a XX. század második felében

In. Majtényi György-Szabó Csaba (szerk.): Rendszerváltás és Kádár-korszak
Budapest, ÁBSZTL-Kossuth Kiadó, 2008. 429-440. o.
- Csepel bicikli, Caeser konyak, Symphonia, Trapper farmer. A fogyasztás és a fogyasztói magatartás változásai a szocialista korszakban.

Múltunk, 2008/3. sz. 40-59. o.
- „Kéz-kezet mos…” szocialista összeköttetések a Kádár-korszakban

Bárka, 2008/6. sz. 76-81. o.
- A városi öltözködés változásai Magyarországon 1948-2000, In. Simonovics Ildikó-Valuch Tibor(szerk.): Öltöztessük fel az országot! Divat és öltözködés a szocializmusban, Budapest, 2009. Argumentum-BTM-1956-os Intézet. 99-129. o.
- Hétköznapok a hatvanas évek Budapestjén, In. Feitl István (szerk.): Budapest az 1960-as években, Budapest, 2009. Napvilág. 171-188. o.
- Család, háztartás, a női tevékenységszerkezet és szerepfelfogás változásai 1945 után, RubiconlinePlusz, 2009/4. sz. www.rubicon.hu
- "Mosdunk, fürdünk, fogat mosunk...."A tisztálkodási és a testápolási szokások változásainak néhány jellegzetessége 1945 után, In. Juhász Katalin (szerk.): Tiszta sorok – tanulmányok a tisztaságról és a tisztálkodásról, Budapest, 2009. L’Harmattan Kiadó. 174-181. o.
- Enni és lakni is kellene… A nagyüzemi munkásság életkörülményeinek néhány sajátossága Ózdon a II. világháborút követő évtizedekben. In. Tischler János (szerk.): Évkönyv, 2009. Budapest, 1956-os Intézet. 75-114. o.
- A város társadalma a számok tükrében. A demográfiai és társadalmi viszonyok változásai Szombathelyen a II. világháborútól a rendszerváltozásig. In. Valuch Tibor(szerk.): Fejezetek Szombathely legújabbkori történetéből Szombathely, 2010. Acta Savariensis, 21. Szombathely Megyei Jogú Város Önkormányzata. 6-14. o.
- A városi lakásépítés és lakótérhasználat néhány sajátossága a XX. század második felében. In. Kiss László (szerk.): A cselekvő értelmiségi. Tanulmányok Huszár Tibor 80. születésnapjára. Budapest, 2010. Argumentum-ELTE Társadalomtudományi Kara 357-369. o.
- „Szegény ember vízzel főz…” Adalékok a magyarországi szegénység történetéhez a XX. század második felében. In. Bódy Zsombor-Horváth Sándor-Valuch Tibor (szerk.): Megtalálható-e a múlt? Tanulmányok Gyáni Gábor 60. születésnapjára. Budapest, 2010. Argumentum. 269-281. o.
- Közelítés Kádár-kori mítoszainkhoz. In. Lőrincz László(szerk.) Egyezzünk ki a múlttal! Műhelybeszélgetések történelmi mítoszokról, tévhitekről. Budapest, 2010. Történelemtanárok Egylete.107-115. o.
- Nők és társadalom a XX. század második felében Magyarországon. In. Kovács Zoltán-Püski Levente (szerk.): Emlékkönyv L. Nagy Zsuzsa 80. születésnapjára. Debrecen, 2010. Debreceni Egyetem Történelmi Intézete. 363-382. o
- Az 1989-1990-es rendszerváltás társadalmi hatásai In. Gerhard Péter-Koltai Gábor-Rácz Attila-V. László Zsófia (szerk.): Rendszerváltás(ok) Magyarországon. Budapest, 2010. Mundus Novus, 191-206. o. Lódenkor – Munkásnők, divat és kommunista erkölcs az ötvenes években.

ttp://eletmod.transindex.ro/?cikk=11533, feltöltve: 2010. május 15.
- Urban Dress, 1948 to 2000 in Hungary. In. Djurdja Bartlett (ed.) Encyclopedia of World Dress and Fashion. Volume 9. East Europe, Russia and the Caucasus, New York, 2010. Berg Publishers Ltd. 183-189. o.

### Kritikák, recenziók
- Közös utakon ( Borsi-Kálmán Béla könyvéről)

Alföld, 1985/10. sz. 83–85. old.
- A tisztázás igényével ( „Mű? Munkás?”)

Határ, 1986/1. sz. 78–82. old.
- Látlelet ( Szociológia diákköri dolgozatok, szerk.: Kabai Imre–Kiss József.

Stúdium XVI. Debrecen, KLTE 1985.)
Századvég, 1986/1. sz. 106–110. old.
- Tardy Lajos: Szaggatott krónika

Alföld, 1986/11. sz. 79–81. old.
- Széljegyzetek egy falumonográfia ürügyén (Báránd története és néprajza)

Alföld, 1987/4. sz. 91–93. old.
- Magyarország leghosszabb évtizede (Szabó Bálint:Az „ötvenes évek”)

Aetas, 1987/2. sz. 157–163. old.
- Vádirat az embertelenség ellen (Závada Pál: Kulákprés)

Forrás, 1987/11. sz. 94–95. old.
- A hatalmi rendszer természetrajza (Töprengések Magyar Bálint: Dunaapáti 1944–1958 című dokumentumszociográfiája kapcsán)

Alföld, 1988/6. sz. 81–84. old.
- Az autonómiáról néhány tételben ( Varga Csaba: Duna-táji tudósítás)

Új Auróra, 1989/2. sz. 77–78. old.
- Mészáros Sándor: A kék hegyeken túl...

Forrás, 1989/3. sz. 90–91. old.
- Egy dunai patrióta hagyatéka (Jászi Oszkár: A Monarchia jövője – a dualizmus bukása és a Dunai Egyesült Államok)

Életünk, 1989/3. sz. 279–282. old.
- Andrassew Iván–Pál János: Prolilét-ra

Életünk, 1989/7. sz. 669–671. old.
- Németh József: Értelmiség és konszolidáció 1956–1962

Alföld, 1989/9. sz. 75–77. old.
- A létezés lehetőségei (A helyi cselekvés c. kötetről)

Új Auróra, 1989/6. sz. 75–76. old.
- A szemtanú hitelességével (Kovács Andor: Forradalom Somogyban)

Alföld, 1990/1. sz. 81–83. old.
- Radikalizmus és magyarság (Salamon Konrád: A harmadik út kísérlete)

Életünk, 1990/3. sz. 283–286. old.
- A perc hatalma (Haraszti Miklós: Darabbér)

Alföld, 1990/9. sz. 86–88. old.
- Metamorfózis Hungariae (Sándor Iván: Vízkereszttől karácsonyig)

Életünk, 1990/9. sz. 790–792. old.
- Irodalom, politika, történelem (Pomogáts Béla: Irodalmunk szabadságharca, 1956)

Alföld, 1990/12. sz. 83–85. old.
- Van-e az örömódának titkos záradéka? (Lányi András könyvéről)

Alföld, 1991/7. sz. 68–71. old.
- Tíz év (Forrás-antológia 1979–1989)

Életünk, 1991/7. sz. 671–672. old.
- Vita közben (Rainer M. János: Az író helye)

Alföld, 1991/9. sz. 76–78. old.
- „Igazságot, nem könyörületességet!” (K. Havas Géza: Talpra, halottak!)

Alföld, 1991/11. sz. 85–87. old.
- Marginalitások(?) – Lengyel András: Útkeresések; Törésvonalak

Jelenkor, 1992/1. sz. 94–96. old.
- Időszerűtlenségek? – Jászi Oszkár Közép-európai dossziéjáról

Életünk, 1992/2. sz. 217–219. old.
- Párizsi őrhelyről (Kemény István: Közelről és távolból)

Alföld, 1992/7. sz. 82–84. old.
- Az ismeretlen forradalom (Az 1956-os történelmi olvasókönyvről és Molnár Miklós: Egy vereség diadala c. könyvéről)

Kommentár, 1992/3. sz. 41–43. old.
- „Alany akarok lenni, nem tárgy!” (Kenedi János esszéiről)

Alföld, 1993/3. sz. 86–88. old.
- Szabadnak lenni (A hatalom humanizálása – tanulmányok Bibó István életművéről

Szerk.: Dénes Iván Zoltán)
Alföld, 1994/10. sz. 84–86. old.
- Dokumentumok igézetében (Dikán Nóra: Az 1956-os forradalom utáni megtorlás Szabolcs–Szatmár–Bereg megyei dokumentumai 1–6. köt.)

In. Évkönyv, Budapest, 1994. Századvég–1956-os Intézet 1994. 327–331. old.
- Helyi forradalom – Völgyesi Zoltán: A helyi forradalom – Hajdúnánás 1956-ban

Debreceni Szemle, 1994/4. sz. 621–622. old.
- A szakszerűség vonzásában (Hajnal István: Technika, művelődés)

Életünk, 1994/12. sz. 1120–1122. old.
- Az önismeret bátorsága (Márai Sándor: Vasárnapi krónika)

Hitel, 1995/4. sz. 105–109. old.
- Abszurditások kora –Erdmann Gyula: Begyűjtés, beszolgáltatás Magyarországon 1945–1956

Aetas, 1995/1–2. sz. 280–284. old.
- Forradalom Somogyban – Szántó László: Az 1956-os forradalom Somogyban c. dokumentumkötetéről

Múltunk, 1996. 3. sz.
- Az életpálya tragikuma – Kövér György: Losonczy Géza (1917–1958)

Életünk, 1999/1. sz. 80–83. old.
- A politikai struktúra újjászervezésének kísérlete 1956-ban

Vida István(szerk.): 1956 és a politikai pártok – válogatott dokumentumok
In. Évkönyv VII. Bp. 1999. 1956-os Intézet. 355–359. old.
- Bőhm Antal: A XX. századi magyar társadalom

BUKSZ, 1999/4. sz. 423–427. old
- Van-e Európának társadalomtörténete?

Tomka Béla: Európa társadalomtörténete a XX. században
Magyar Tudomány, 2009/10. sz. 1281-1285. o.

### Fontosabb előadások
- Az első gazdasági mechanizmus viták (1953-1957) fontosabb koncepciói a politikai viszonyok tükrében

1985. OTDK konferencia Gödöllő
- A hagyományos világ alkonya – kollektivizálás Homokmégyen

1987. OTDK konferencia Pécs
- Társadalmi változások és kollektivizálás Homokmégyen

1987. Fiatal Szociológusok I. Országos Konferenciája
- Az 1956-os forradalom utóvédharcai Hajdú-Biharban

A vidék forradalma, Debrecen, 1991. (szervező is)
- Az 1956-os forradalom résztvevői

Hajdú-Bihar Megyei Levéltári Napok – Hajdúböszörmény, HBML, 1992
- Hajdú-Bihar megye 1956-os forradalmi bizottmányainak társadalmi összetétele

Hajnal István kör 1993. Budapest
- Forradalmi szervezetek társadalmi háttere 1956-ban

Hajdú-Bihar Levéltári Napok – Debrecen, HBML, 1993
- Egy konfliktus és következményei

I. Országos Jelenkortörténeti Konferencia, Debrecen, 1994 (szervező is)
- Források bűvöletében

1956 Szabolcs-Szatmár-Bereg megyében, Nyíregyháza, SZSZBML, 1994
- Az 1945. évi földreform és társadalmi következményei

Előadások Magyarország jelenkori történetéről (Középiskolai történelemtanárok továbbképző tanfolyama az 1956-os Intézetben) Budapest, 1995
- A társadalmi részvétel kérdései 1956-ban (német nyelven)

Bécs, Collégium Hungaricum, 1995
- A kollektivizálás és társadalmi hatásai

Előadások Magyarország jelenkori történetéről (Középiskolai történelemtanárok továbbképzése az 1956-os Intézetben) Budapest, 1995
- Hungary and the world in 1956 (szervező)

Budapest, 1996. 1956-os Intézet-MTA
- Társadalmi változások Hajdú-Biharban az ötvenes években

Debrecen, KLTE-1956-os Intézet, 1996. október – Az ötvenes évek, 1956 és a korai Kádár-korszak Észak és Kelet-Magyarországon.
- Az agrárpolitika és az agrártársadalom Debrecenben 1945-1956 között

Debrecen, „Politika, gazdaság és társadalom a XX. századi magyar történelemben”
- Országos Jelenkortörténeti Konferencia, 1997. KLTE-MTA (szervező is)
- Social changes in Hungary 1945-1990 (angol nyelven)

Helsinki, „ Folytonosság és megszakítottság – párhuzamok és különbségek a finn és a magyar történelemben” 1998
- A rendszerváltás Magyarországon tíz év távlatából – nemzetközi konferencia (szervező)

Budapest, 1999. 1956-os Intézet-MTA
- Mérlegen a XX. századi magyar történelem – értékelések és értelmezések (szervező)

Debrecen, 2000. KLTE-MTA
- Változás és folytonosság a magyar társadalomban a XX. század második felében

Szabolcs-Szatmár-Bereg Megyei Levéltári Napok, Nyíregyháza, 2000
- Volt-e szocialista társadalom Magyarországon?

ELTE ÁJK-Rubicon, Továbbképzés középiskolai tanároknak. Budapest, 2001
- A kollektivizálás és a paraszti életmód változásai az ötvenes-hatvanas években

ELTE ÁJK-Rubicon, Továbbképzés középiskolai tanároknak. Budapest, 2002
- Értelmiség, politika, kultúra a Kádár-korszakban.

A Magyar Történelmi Társulat Vándorgyűlése, Pécs, 2002
- A paraszti társadalom felbomlása és a falusi életmód átalakulása a hatvanas években.

Új irányzatok a magyar társadalomtörténetírásban – a hatvanas évek mint kutatási probléma. Politikatörténeti Intézet, Budapest, 2002. szeptember 24.
- A parasztság átalakulása a hatvanas években

A hatvanas évek. Budapest, 1956-os Intézet, 2002
- Család, háztartás és a női tevékenységszerkezet változásai 1945 után

Nők és férfiak – BKÁE Társadalmi Nem- és Kultúrakutató Központjának konferenciája 2002. november 22-23.
- A parasztság fogalma a kollektivizálás után

Paraszti társadalom-falusi társadalom. ELTE Történeti Szociológia Tanszék-1956-os Intézet-Hajnal István Kör, Budapest, 2002
- Magyar hétköznapok a XX. század közepén – források és értelmezések

Baranya megyei levéltári Napok, Pécs, 2003. október 7.
- 28./ Az életmód változásai a magyar falvakban a hatvanas években.

„Azok a hatvanas évek...” Az 1956-os Intézet konferenciája, Budapest, 2003.október 17-18.
- The activity structure, income and consumption in Hungarian villages in the collectivization period (angol nyelven)

European Society of Rural Sociology 20th Biennial Conference, Sligo, 2003
- Cukros-zsíros kenyér, rántott leves és borjúbécsi – az élelmiszerellátás és a táplálkozási szokások változásai Magyarországon az ötvenes években és a Kádár-korszakban

A fogyasztás társadalomtörténete, a Hajnal István Kör konferenciája, Pápa, 2004. augusztus 25-26.
- A hétköznapi élet változásai Magyarországon a II. világháború után. (angol nyelven)

Hatalom és társadalmi önszerveződés a közép-kelet-európai átmenetekben a XX. század második felében. Erdőtarcsa, 2004. október 1-2.
- A falusi társadalmi változások összefüggései Magyarországon 1945 után

Szentendre, Szentendrei Szabadtéri Néprajzi Múzeum, 2004. november 18.
- The everyday life in socialist Hungary (angol nyelven)

University of Warsaw-CEU, Varsó, 2005. március. 22-24.
- The changes of everyday life in Hungarian transition (angol nyelven)

International conference „Dilemmas of the Post-Communist Condition”
Wolverhampton 23-24 June 2005.
- „Miénk itt a tér...” A köz és magánterek változásai Magyarországon az ötvenes években és a Kádár-korszakban.

A társadalmi tér. A Hajnal István Kör konferenciája, Lendva, 2005. augusztus 26-27.
- Hétköznapi élet a világháború utáni Magyarországon (1944-1948)

1945 emlékezete. A Debreceni Egyetem Történelmi Intézetének konferenciája Debrecen, 2005. december 9.
- Consumption and society in socialist Hungary after 1956

European Social Science History Conference, Amszterdam 2006. március 22-25.
- SCHICKSALE UND LEBENSLÄUFE – Lebenswege der Revolutionärer im Jahre 1956

in der Kadar-Ära, Kismarton, 2006. szeptember 26-27. A Burgerlandi Kutatótársaság konferenciája
- A magyar társadalom az ötvenes évek közepén

Az MTA konferenciája, Budapest, 2006. október 16-17.
- Az 1956-os forradalmat követő megtorlás társadalmi jellemzői és funkciói

Eger, 2006. október 24.
- A nemzeti azonosságtudat változásai Magyarországon 1945 után

A Szlovák-Magyar Történész Vegyesbizottság konferenciája, Kassa, 2006. november 8-9.
- A mindennapi élet Magyarországon 1956 és 1963 között

A Békés Megyei Levéltár konferenciája, Gyula, 2006. november 24.
- Az 1956-os Hajdú-Bihar megyei elítéltek társadalmi jellemzői. Megtorlások a XX. századi Magyarországon – a Nógrád Megyei Levéltár konferenciája

Salgótarján, 2006. december 6-8.
- Család, háztartás és női tevékenységszerkezet

A Rubicon és a MTTE előadássorozata, Budapest, 2009. április 12.
- A rendszerváltozás társadalmi hatásai

Rendszerváltozások – a BFL és a Legenda Közművelődési Egyesület konferenciája.
Budapest, 2009. szeptember 12.
- Magyarország 1948 és 1989 között

Közös történelmünk – szlovák-magyar történészkonferencia,
Balassagyarmat 2009. november 13.
- Society and subculture in Hungary after WWII

A Freie Universitat konferenciája a közép-európai jazz és szubkultúra kutatási program keretében
Berlin, 2008. február 15-17.
- The power of consumption – The changing of fashionable clothing in Hungary in the second half of the 20th century

European Social Science History Conference, Lisbon 2008.
Lisszabon, 2008. február 28.
- A hatvanas évek Magyarországon

Győr, Mediawave-fesztivál, 2008. április 30.
- Az életmód változásai Budapesten a hatvanas években

Budapest a hatvanas években – a Politikatörténeti Intézet konferenciája, 2008. május 14.
- „Kéz-kezet mos” – szocialista összeköttetések a Kádár-korszakban

A Békés Megyei Levéltár konferenciája, 2008. szeptember 19.
- Városi és falusi életmód-modellek azonosságai és különbségei, a városias minták követésének sajátosságai a XX. század utolsó harmadában.

„Falusi építészet, lakáskultúra és életmód átalakulása a 20. században” Szentendrei Szabadtéri Néprajzi Múzeum konferenciája, Szentendre, 2008. november 11.
- Válás –társadalom-közvélekedés Magyarországon a második világháború után

Párválasztás – Cseh-Szombathy László emlékkonferencia.
Andorka Rudolf Társadalomtudományi Társaság, Budapest, 2008. november 25.
- Fénykép – társadalom – történelem

Kép, történelem, elbeszélés – műhelybeszélgetés.
1956-os Intézet, Budapest, 2008. november 26.
- A falutól a gyárvárosig – Ózd a XX. század első felében. A város és társadalma – a Hajnal István Kör konferenciája

Kőszeg, 2010. augusztus 26-28.
- Átmenetben – a magyar társadalom a rendszerváltozás után. A rendszerváltás két évtizede – az Emlékpont Múzeum konferenciája, Hódmezővásárhely, 2010. október 21.